# Jänissaari (ö i Finland, Södra Savolax, Nyslott, lat 61,95, long 28,76)
Jänissaari är en ö i Finland. Den ligger i sjön Haukivesi och i kommunen Nyslott i  landskapet Södra Savolax, i den sydöstra delen av landet, 280 km nordost om huvudstaden Helsingfors. Öns area är 2,5 hektar och dess största längd är 460 meter i sydöst-nordvästlig riktning.